# Jüdischer Friedhof Halle (Westfalen)

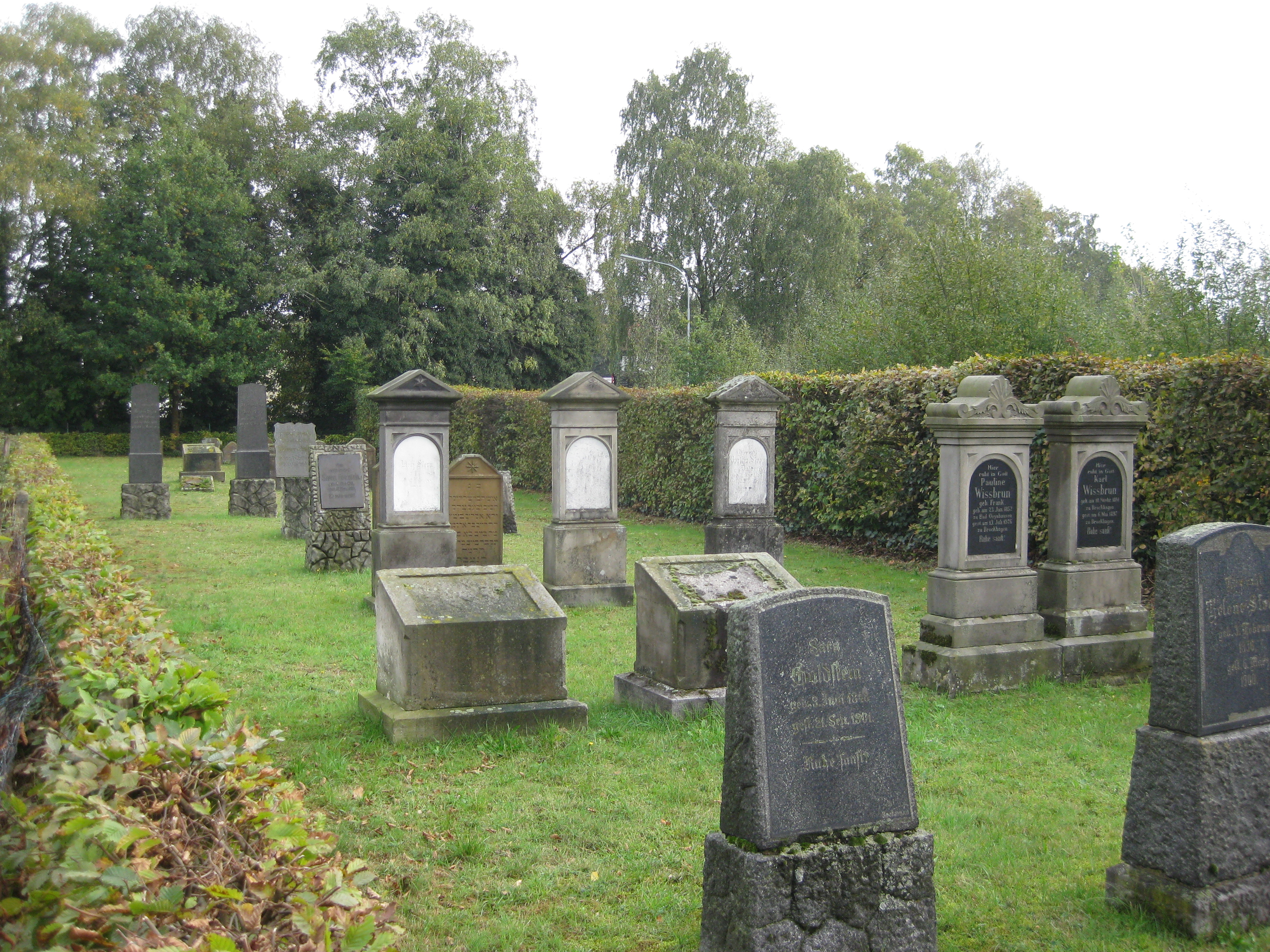
Jüdischer Friedhof in Halle

Der Jüdische Friedhof in Halle (Westfalen), einer Stadt im Kreis Gütersloh in Nordrhein-Westfalen, wurde in den 1840er Jahren errichtet. Der jüdische Friedhof in der Moltkestraße ist unter Denkmalnummer A 48 als geschütztes Baudenkmal in die Liste der Baudenkmäler in Halle (Westf.) eingetragen. Auf dem Friedhof sind heute noch circa 50 Grabsteine erhalten. 